# Гребченко, Сергей Сергеевич
Сергей Сергеевич Гребченко (1919—1991) — капитан Советской Армии, участник Великой Отечественной войны, Герой Советского Союза (1944).

## Биография
Сергей Гребченко родился 12 октября 1919 года в селе Малый Бобрик (ныне — Краснопольский район Сумской области Украины) в крестьянской семье. Получил неполное среднее образование, работал в колхозе. В 1939 году Гребченко был призван на службу в Рабоче-крестьянскую Красную армию. В 1941 году он окончил курсы младших лейтенантов. С того же года — на фронтах Великой Отечественной войны. Принимал участие в боях на Ленинградском, Западном, Центральном, 1-м Белорусском фронтах. Участвовал в боях на Лужском рубеже, битве за Москву. В ходе последней был ранен. После выписки из госпиталя командовал ротой снайперов в запасном полку на Урале. С августа 1943 года вновь на фронте, командовал взводом 3-го стрелкового батальона 8-й мотострелковой бригады 9-го танкового корпуса. Два раза был ранен в боях. Отличился во время освобождения Белорусской ССР.
28 июня 1944 года Гребченко организовал разгром вражеской автоколонны на шоссе Жлобин-Бобруйск. 7 июля в районе города Барановичи Брестской области взвод Гребченко во время разведки во вражеском тылу уничтожил штаб немецкой части. 10 июля Гребченко одним из первых ворвался в город Слоним Гродненской области.
Указом Президиума Верховного Совета СССР от 26 сентября 1944 года за «образцовое выполнение боевых заданий командования на фронте борьбы с немецкими захватчиками и проявленные при этом мужество и героизм» лейтенант Сергей Гребченко был удостоен высокого звания Героя Советского Союза с вручением ордена Ленина и медали «Золотая Звезда» за номером 5116. Был также награждён орденом Отечественной войны I степени и рядом медалей.
После окончания войны Гребченко продолжил службу в Советской Армии. В 1945 году он окончил Высшую офицерскую школу бронетанковых войск. В ноябре 1954 года в звании капитана был уволен в запас. Проживал и работал в Свердловске, в 1962 году переехал в Сумы, где работал на машиностроительном заводе имени М. В. Фрунзе.
Скончался 24 апреля 1991 года, похоронен на Засумском кладбище в Сумах.

## Награды и звания
- Герой Советского Союза (1944)
- Орден Ленина
- Медаль «Золотая Звезда»
- Орден Отечественной войны I степени
- Ряд медалей

## Память
- В феврале 2012 года в Сумах, благодаря инициативе и усилиям исторического клуба имени А. К. Булатовича, была установлена мемориальная доска на доме № 23 по Новоместенской улице[2][3].
- Имя С.С. Гребченко носит одна из улиц города Гродно[4][5].